# Rdza topoli

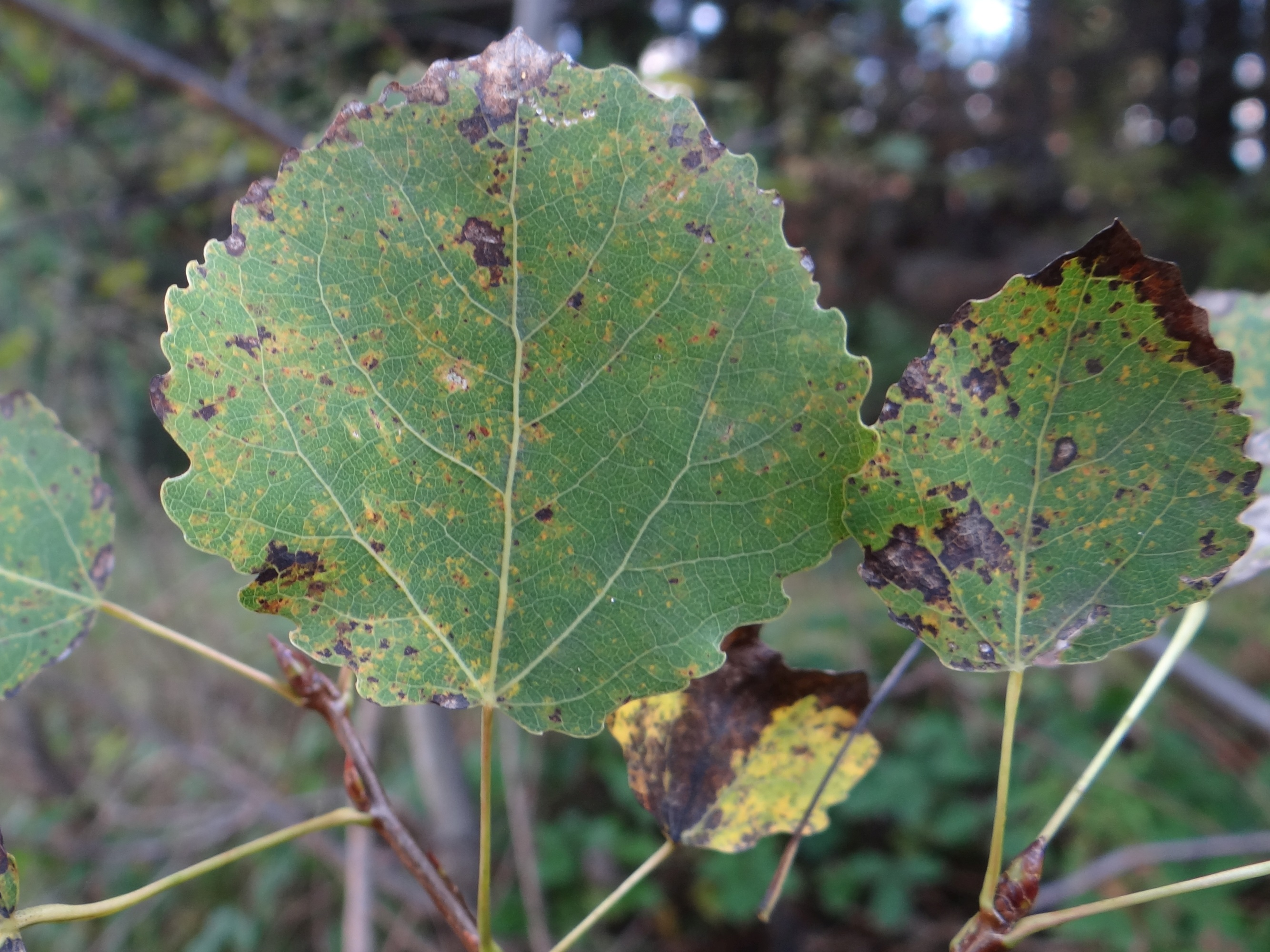
Objawy na liściach topoli osiki we wrześniu

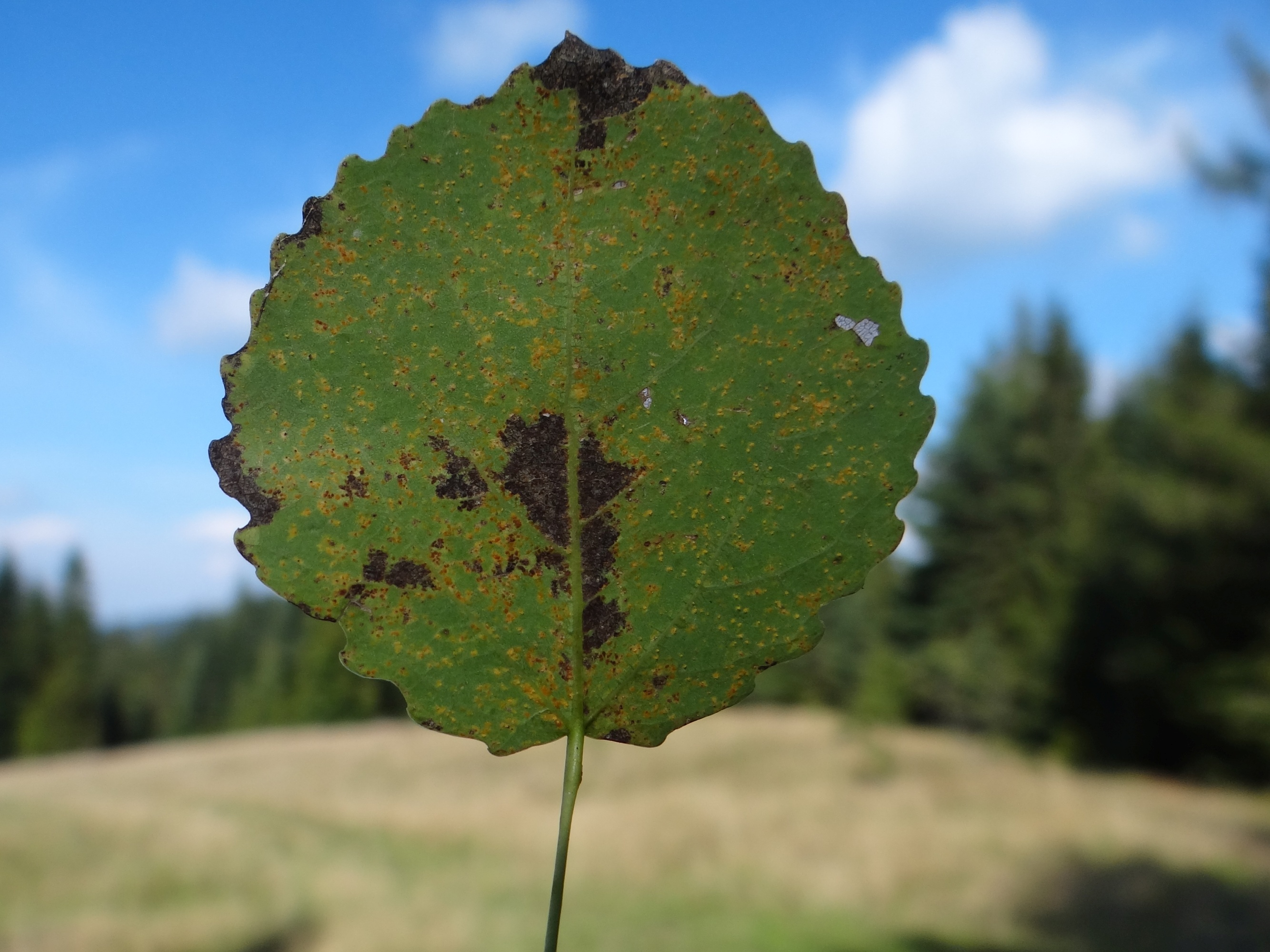
Uredinia na dolnej stronie liścia topoli osiki

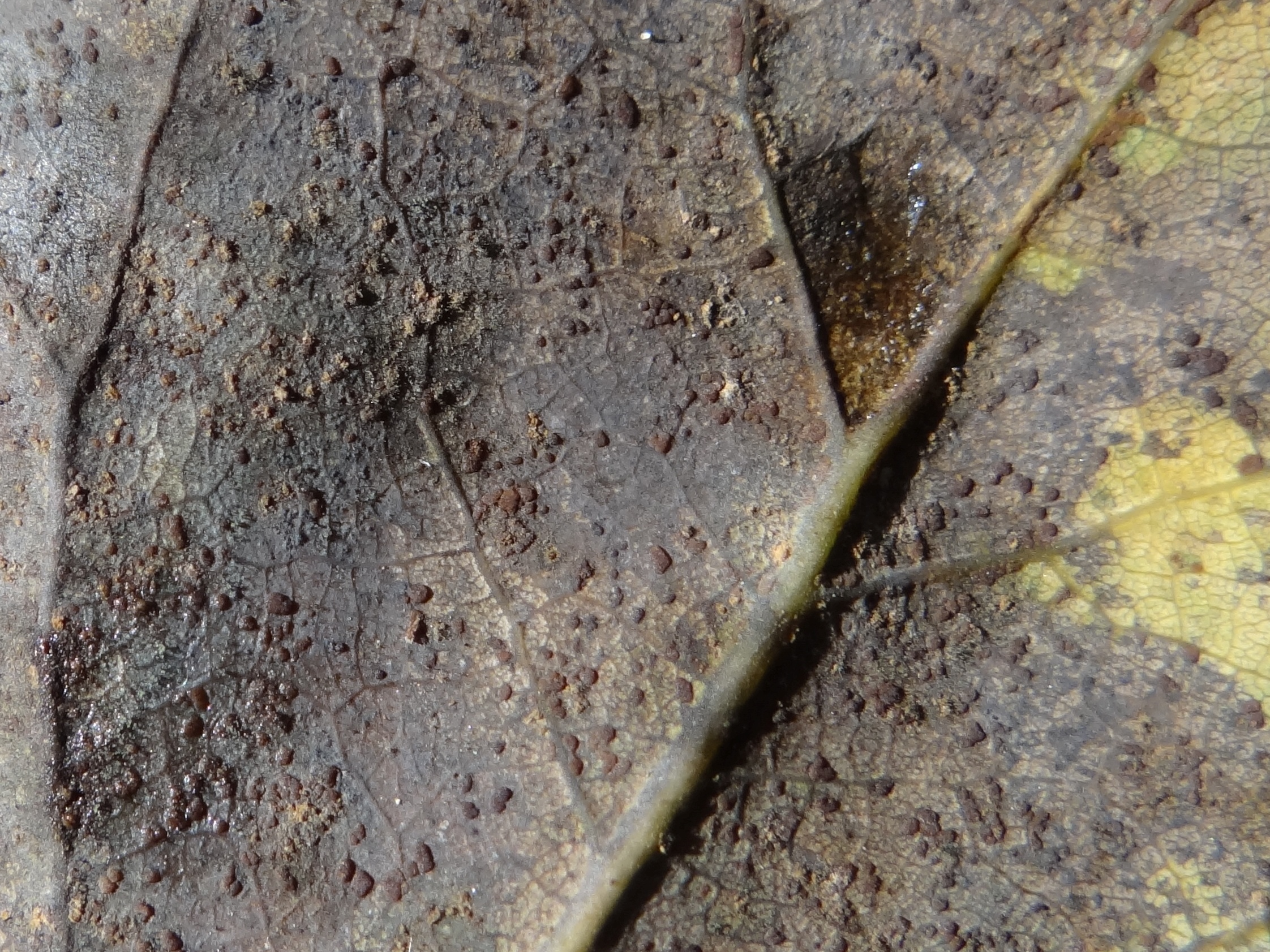
Telia na dolnej stronie liścia topoli osiki

Rdza topoli – grzybowa choroba roślin z grupy rdzy. Występuje na topoli (Populus), a wywołana jest przez kilka gatunków grzybów należących do rodzaju Melampsora. W Europie ważniejszymi gatunkami grzybów wywołującymi tę chorobę są  Melampsora populnea, Melampsora allii-populina i Melampsora laricis-populina oraz Melampsora medusae.

## Występowanie i szkodliwość
Jest to pospolicie występująca choroba wszystkich gatunków topoli, a także ich mieszańców. Powoduje zmniejszenie powierzchni asymilacyjnej liści, ich zasychanie i przedwczesne opadanie. Prowadzi to do zmniejszenia przyrostu drzewa, ogólnego pogorszenia jego kondycji oraz zwiększenia podatności na inne choroby. Wywołujące tę chorobę patogeny to pasożyty dwudomowe pełnocyklowe, tzn. wytwarzające wszystkie typowe dla rdzowców 5 rodzajów  zarodników. Stadia ecjalne występują na niektórych dziko rosnących roślinach i u niektórych z nich również wywołują choroby (szkodliwe są np. dla młodych sosen).
W niektórych latach zdarzają się epidemie rdzy topoli. Bardzo silna wystąpiła np. w 2002 r. we Wrocławiu. Długotrwałe opady deszczu spowodowały, że już na początku czerwca wystąpiły pierwsze objawy choroby. Po opadach deszczu na chodnikach tworzyły się pomarańczowe plamy z zarodników Melampsora, a kałuże wody często zmieniały od nich barwę na pomarańczową. W lipcu nastąpiło gwałtowne opadanie liści. Zauważyć można było, że różne gatunki topoli wykazują różną odporność na tę chorobę, jak również duże zdolności regeneracyjne topoli. Już w kilka dni po opadnięciu liści zaczęły one wytwarzać nowe liście, a po 2–3 tygodniach drzewa zazieleniły się ponownie.

## Objawy
Na liściach pojawiają się żółtobrunatne plamy, a na dolnej stronie blaszek pod plamami znajdują się żółte lub pomarańczowe kupki urediniów o średnicy ok. 0,5 mm. Czasami jest ich tak wiele, że zajmują całą powierzchnię blaszki. W ich otoczeniu blaszka liściowa żółknie. Później na obydwu stronach liścia pojawiają się początkowo brunatne, a potem czerniejące telia. Są lśniące i nieco wypukłe. Ich również może być tak dużo, że zlewając się z sobą tworzą plamy zajmujące dużą część liścia. Porażone liście brunatnieją i przedwcześnie opadają.
Drugim żywicielem patogenu jest m.in. sosna. W maju i czerwcu rozwijają się na jej igłach ecja. Powoduje to charakterystyczne zniekształcenie pędu zwane skrętakiem sosny.

## Ochrona
Nie stosuje się chemicznego zwalczania tej choroby. Można jedynie ją ograniczyć przez następujące działania:
- usuwanie w szkółkach chorych sadzonek
- usuwanie topoli z okolic szkółek topoli i sosen
- wygrabianie spod drzew opadłych liści i niszczenie ich (w nich bowiem zimują zarodniki i grzybnia patogenu)
- uprawa mniej podatnych na tę chorobę gatunków i odmian topoli